# 韦尔尚莫格雷
韦尔尚莫格雷（法語：Verchain-Maugré，法語發音：[vɛʁʃɛ̃ moɡʁe]）是法国上法蘭西大區北部省的一个市镇，属于瓦朗谢讷区。

## 地理
韦尔尚莫格雷（50°16'4"N, 3°28'36"E）面积9.62 平方千米，位于法国上法蘭西大區北部省，该省份为法国最北部的省份及最长的省份，西北濒北海，西接加来海峡省，南至埃纳省和索姆省，东与比利时接壤。
与韦尔尚莫格雷接壤的市镇（或旧市镇、城区）包括：埃卡永河畔蒙绍、阿斯普尔、欧西、凯雷南、索尔祖瓦尔、索曼、埃卡永河畔旺德日。
韦尔尚莫格雷的时区为UTC+01:00、UTC+02:00（夏令时）。

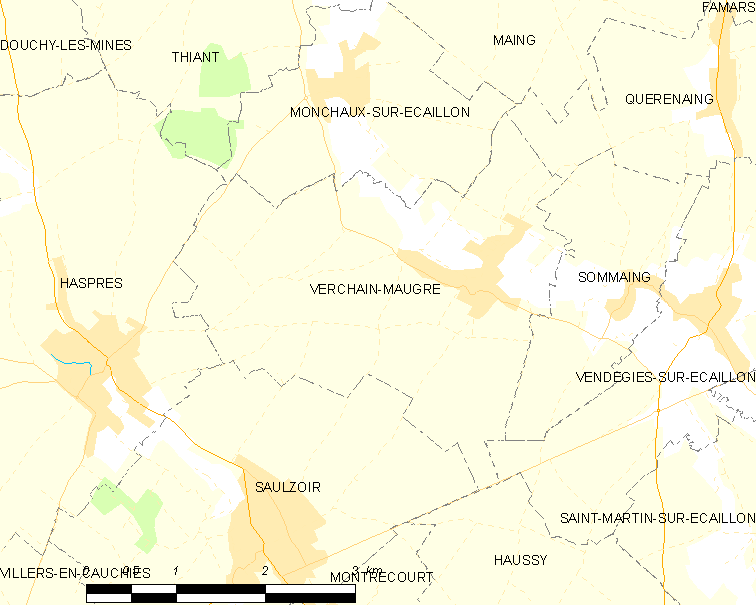
韦尔尚莫格雷的OSM定位图

## 行政
韦尔尚莫格雷的邮政编码为59227，INSEE市镇编码为59610。

## 政治
韦尔尚莫格雷所属的省级选区为欧努瓦莱瓦朗谢讷县。

## 人口

1962-2008年间韦尔尚莫格雷人口变化图示

韦尔尚莫格雷于2022年1月1日时的人口数量为1103人。